# Liane Berkowitz

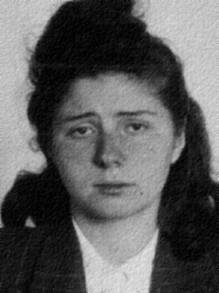
Liane Berkowitz (wahrscheinlich 1943)

Liane Berkowitz (Vorname laut Geburtsurkunde „Lianna“, im Familien- und Freundeskreis „Lanka“ oder „Lana“ genannt, * 7. August 1923 in Berlin; † 5. August 1943 in Berlin-Plötzensee) war eine deutsche Widerstandskämpferin der Roten Kapelle.

## Leben
Liane Berkowitz war die Tochter des Konzertmeisters und Dirigenten Wiktor Wassiljew und dessen Ehefrau, der Gesangslehrerin Katharina Jewsejenko. Die Familie floh 1923 aus der Sowjetunion nach Berlin. Schon bald nach dem Tod des Ehemanns heiratete die Mutter Henry Berkowitz, der Liane sofort adoptierte. Berkowitz sorgte dafür, dass sie sich ab 1941 am Privatgymnasium Heilsche Abendschule auf das Abitur vorbereiten konnte.
Dort schloss sie sich dem Freundeskreis um ihre Mitschülerin Eva Rittmeister und deren Ehemann John Rittmeister an, dem auch Ursula Goetze, Otto Gollnow, Fritz Thiel und Friedrich Rehmer angehörten. Unter Anleitung von John Rittmeister entwickelte sich der Freundeskreis zu einem Zirkel von Hitlergegnern, der später mit Harro Schulze-Boysen in der Widerstandsgruppe Rote Kapelle gegen das Nazi-Regime zusammenarbeitete. Sie verlobte sich mit Friedrich Rehmer und war bei ihrer Verhaftung von ihm schwanger.

Klebezettel der „Roten Kapelle“ als Protest gegen die Ausstellung

Zusammen mit Otto Gollnow – ihr Verlobter war verwundet im Lazarett – klebte Berkowitz am Abend des 17. Mai 1942 ungefähr 100 Klebezettel zwischen Kurfürstendamm und Uhlandstraße. Auf den Zetteln stand:

„Ständige Ausstellung – Das Naziparadies – Krieg – Hunger – Lüge – Gestapo – Wie lange noch?“

Damit wollten sie gegen die Ausstellung Das Sowjet-Paradies der Reichspropagandaleitung der NSDAP protestieren. Außerdem wollten sie zeigen, dass der antifaschistische Widerstand in Deutschland noch immer aktiv war. Nicht sicher ist, ob bei dieser Aktion Berkowitz und Gollnow unauffällig von Harro Schulze-Boysen begleitet und beschützt wurden.
Im Rahmen der Zerschlagung der Gruppe wurde Liane Berkowitz am 26. September 1942 verhaftet und angeklagt. Friedrich Rehmer, der im Lazarett Britz eine schwere Kriegsverletzung von der Ostfront auskurieren sollte, wurde am 29. November 1942 aus dem Krankensaal heraus verhaftet. Der Zweite Senat des Reichskriegsgerichts verurteilte am 18. Januar 1943 Berkowitz und Rehmer zusammen mit weiteren an der Klebeaktion beteiligten Freunden „wegen Beihilfe zur Vorbereitung des Hochverrats und zur Feindbegünstigung“ zum Tode.
Als das Reichskriegsgericht bei der Urteilsüberprüfung gegenüber Adolf Hitler die Empfehlung aussprach, die schwangere Liane Berkowitz aus der Haft zu entlassen, lehnte dieser ausdrücklich ab. Das Todesurteil ließ er durch Generalfeldmarschall Wilhelm Keitel bestätigen und gegenzeichnen.
Im Frauengefängnis Barnimstraße brachte Liane Berkowitz am 12. April 1943 ihre Tochter Irina (amtlicher Name: Irene) zur Welt, die ab Juli 1943 von der Großmutter betreut wurde.
Liane Berkowitz wurde am 5. August 1943 in Berlin-Plötzensee mit dem Fallbeil geköpft; Friedrich Rehmer bereits am 13. Mai 1943.
Ihr Leichnam wurde dem Anatom Hermann Stieve übergeben, um für Forschungszwecke seziert zu werden. Der Beisetzungsort der Asche ist unbekannt. Da es kein Grab gibt, ließ Liane Berkowitz’ Mutter Katharina Wassiljewa-Berkowitz (1889–1959) ihrem eigenen Grabstein die Inschrift „… Auch im Andenken an die Tochter LIANE BERKOWITZ – Geb. 1923 – Ermordet in Plötzensee am 5.8.1943“ hinzufügen.
Die Tochter Irina starb am 16. Oktober 1943 im Krankenhaus Eberswalde unter ungeklärten Umständen. Wahrscheinlich wurde sie Opfer einer NS-Krankenmordaktion, möglicherweise starb sie auch wegen der Unterernährung von Liane Berkowitz während der Schwangerschaft.
Liane Berkowitz war orthodoxe Christin. Gemeinsam mit ihrer Mutter besuchte sie die russisch-orthodoxe St. Wladimirs-Kirche in der Nachodstraße in Berlin-Wilmersdorf. In ihren Briefen aus dem Gefängnis zeigt sich Liane Berkowitz als fest in der christlich-orthodoxen Tradition verwurzelte, tief gläubige junge Frau. Der katholische Gefängnisgeistliche Peter Buchholz ermöglichte ihr am Todestag den Empfang der Kommunion.

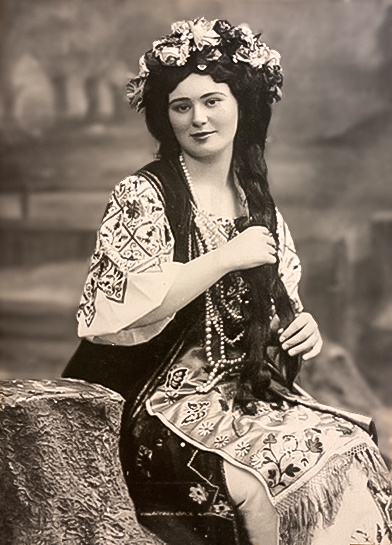
Die Mutter Katharina Jewsejenko als Oksana in der Oper Pantöffelchen von Pjotr Iljitsch Tschaikowski
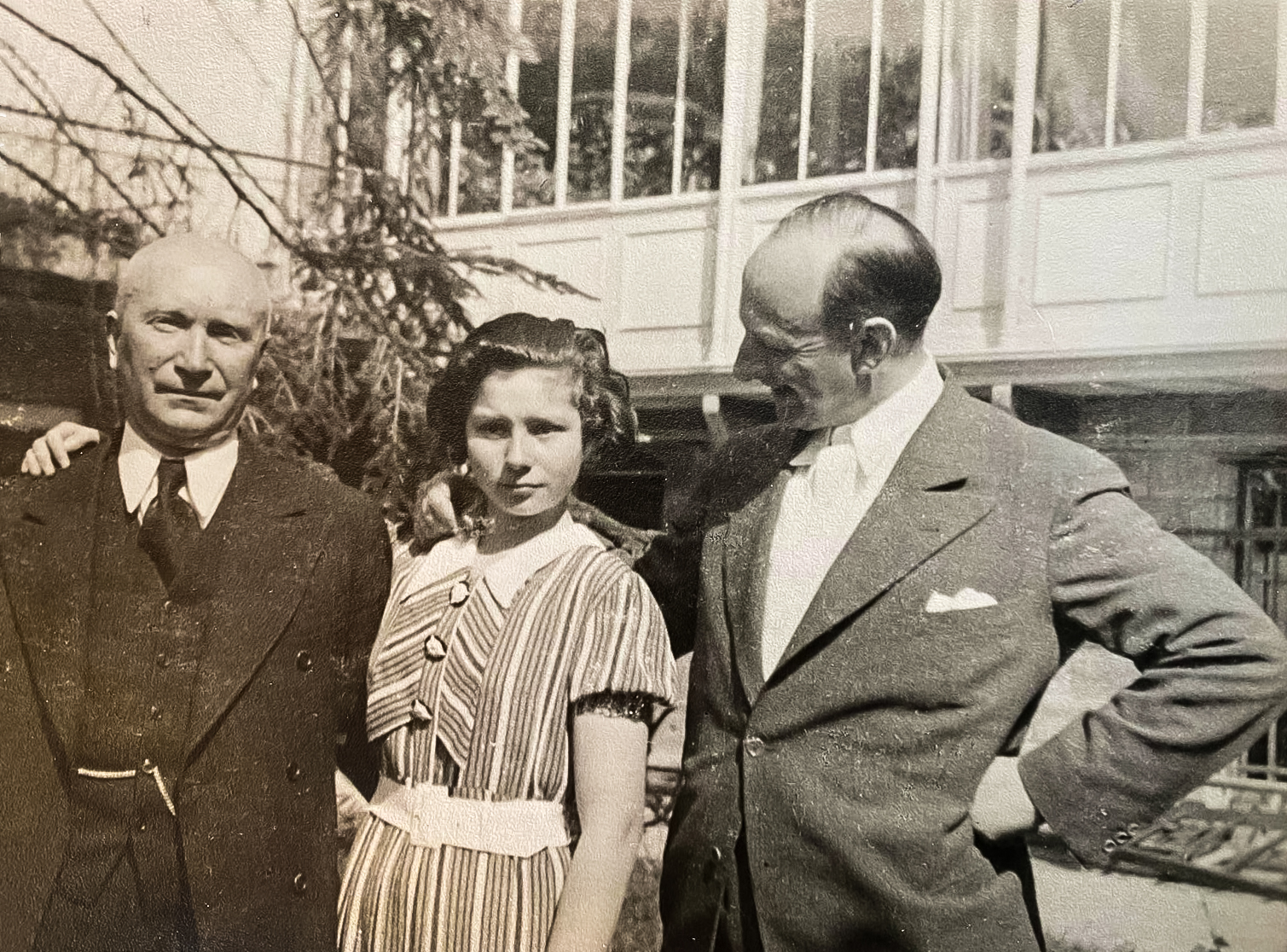
Liane Berkowitz mit ihrem Vater Henry Berkowitz (rechts) und ihrem Onkel Dimitri Jewsejenko (links) in Montreux im Mai 1937
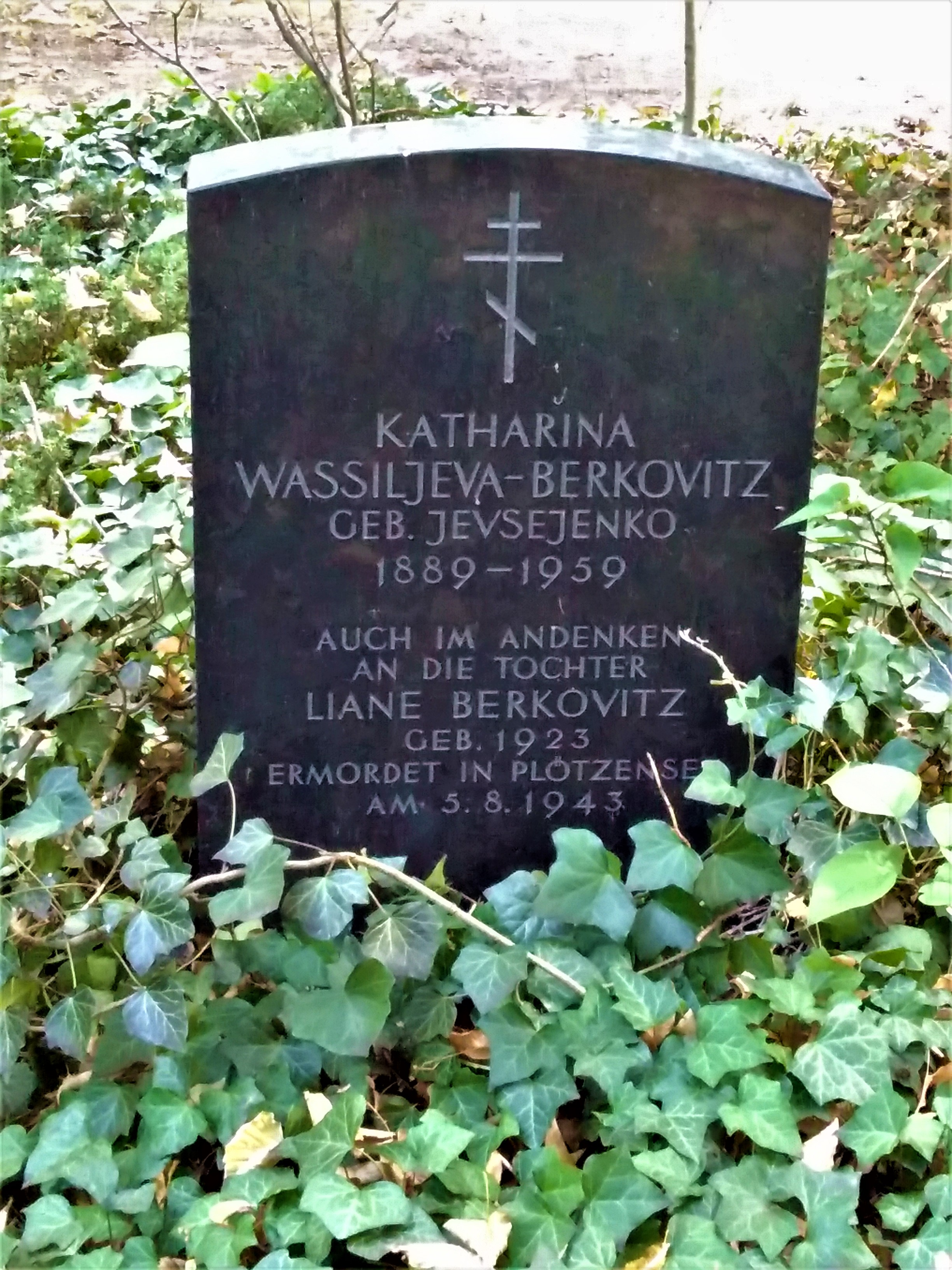
Grabstein von Katharina Berkowitz mit Erinnerung auch an ihre Tochter Liane Berkowitz auf dem russischen Friedhof in Berlin-Tegel

## Die Briefe von Liane Berkowitz
Erhalten sind die Briefe, die Liane Berkowitz zwischen dem 26. Oktober 1942 und dem 5. August 1943 aus dem Gefängnis an ihre Mutter schrieb. Es handelt sich um in deutscher Sprache verfasste „offizielle“ Briefe, die der Postzensur unterlagen, sowie um geschmuggelte Kassiber, die Liane in russischer Sprache schrieb. Sie „zeigen nicht nur den 'Alltag' einer schwangeren Jugendlichen unter den Bedingungen eines nationalsozialistischen Gefängnisses, sie sind vielmehr Ausdruck einer Sorge, die ihrem Kind, ihrem Verlobten und ihrer Mutter gelten. Zugleich wird in diesen Briefen ein Glauben deutlich, der über ihre formale Zugehörigkeit zur russisch-orthodoxen Kirche weit hinausgeht.“
Liane schreibt über ihre Erlebnisse im Gefängnis, über die Freude, die sie an Irka – wie sie ihre Tochter Irina nennt – hat, und ihre Sorgen, die sie sich ihretwegen macht, über Begegnungen mit evangelischen Gefängnispfarrern und Besuche des katholischen Gottesdienstes. Immer wieder schöpft sie Hoffnung, dass sie begnadigt wird, um dann um so verzweifelter zu erkennen, dass sie ihrer Irka nie eine richtige Mutter wird sein können und ihren Freund Friedrich Rehmer, den sie „Remus“ nennt, nie wiedersehen wird.
Aus einem Brief vom 28. Februar 1943:

„Morgen ist schon der 1. März; wenn man mir vor einem Jahr meine jetzige Lage prophezeit hätte, würde ich laut gelacht haben. Erinnerst Du Dich noch an meine Ausflüge mit Remus vom vorigen Jahr? Wenn man an all das denkt und die Sonne so scheint wie jetzt, wenn man bedenkt, wie jung wir sind, so kann man nicht an den Tod glauben. Mir scheint manchmal alles nur wie ein schlechter Traum, aus dem ich jeden Moment erwachen muss. Leider ist es die rauhe Wirklichkeit.“

In ihrem Abschiedsbrief, den sie kurz vor ihrer Hinrichtung am 5. August 1943 verfasste, schrieb sie:

„Meine einzige teure Mamotschka!
Es ist aus. Heute, wenn es dunkel geworden sein wird, lebt Deine Lanka nicht mehr. Mein Trost und meine Hoffnung ist meine kleine Irka, die ja Gott sei Dank keine Ahnung hat von allem, was um sie vorgeht. […]
Erzieh Irka zu einem klugen, tüchtigen Menschen, lasse sie so viel wie möglich lernen. Lehre sie, unerschütterlich an Gott zu glauben und an Gottes ewige Liebe und Gerechtigkeit. […] Lasse sie in der griechisch-orthodoxen Kirche taufen. […]
Ich glaube an Gott, an das ewige Leben und daran, dass wir uns wiedersehen werden. Ich werde im Jenseits für Dich und für Inotschka beten und euch beschützen. Ich bin ruhig und gefaßt und fürchte mich nicht vor dem Tode. […]
Die letzten Monate, besonders die Zeit seit der Trennung von Ira waren mir unerträglich schwer und ich freue mich einesteils, dass diese Quälerei jetzt bald zu Ende ist. Gott war mir sehr gnädig. Er hat mich alles erfahren lassen, was eine Frau erfahren kann: Er hat mir ein Kind gegeben. Ich bin wenigstens, wenn auch nur kurze Zeit, Mutter gewesen, und dies ist das Schönste, was es gibt. […] Jetzt wende ich meine Gedanken und Sinne Gott zu und bereite mich vor, zu Christus zu gehen in Vertrauen auf Seine Liebe und Gnade. […]
Ich umarme, grüsse, küsse Dich zum letzten Mal, küsse Deine Hände und empfange Deinen Segen
Deine ruhige, unglückliche   Lanka“

## Ehrungen und Gedenken

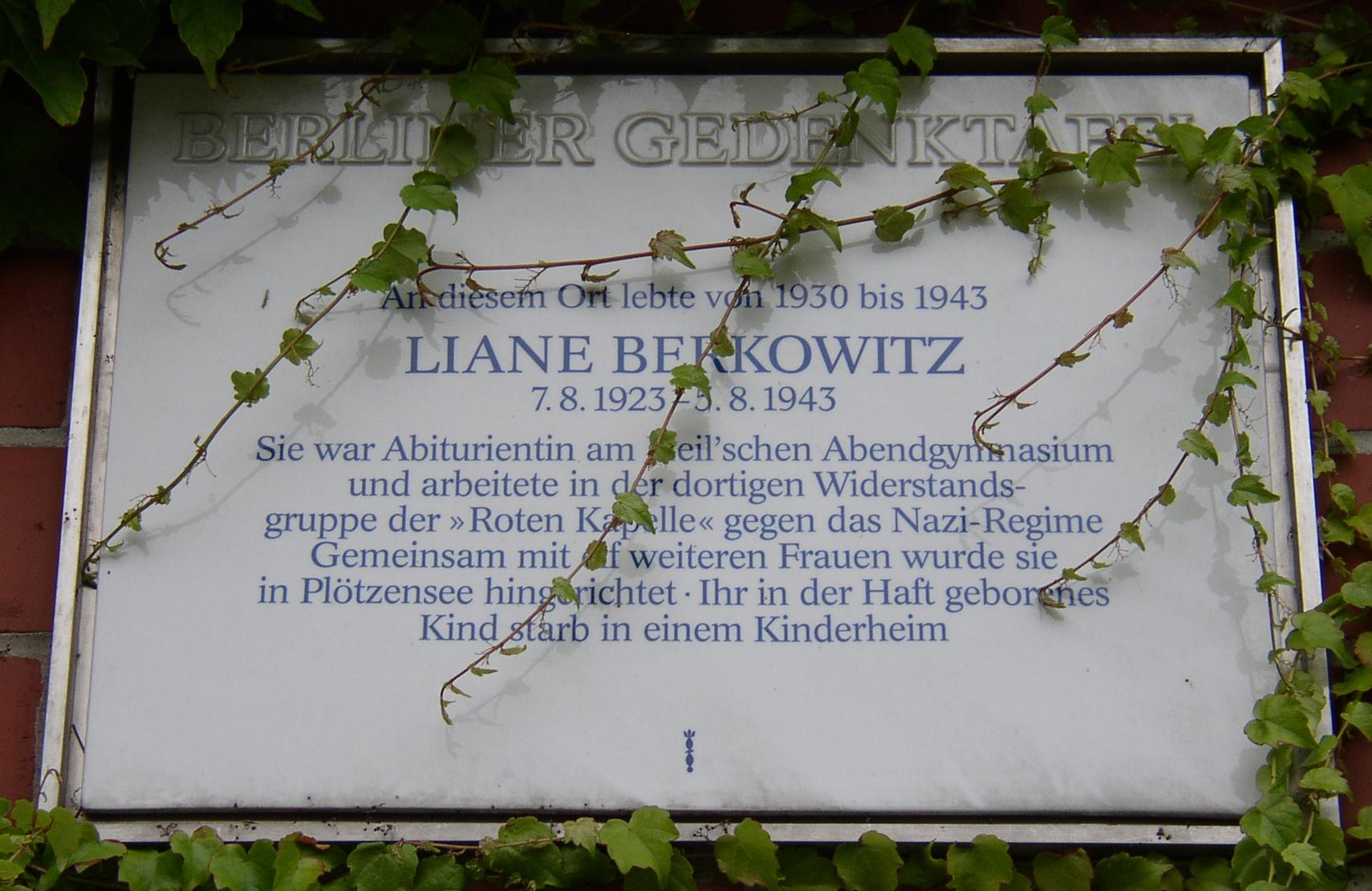
Berliner Gedenktafel in Berlin-Schöneberg (Viktoria-Luise-Platz 1)

- Im Hof der Berliner Humboldt-Universität im Ortsteil Mitte (Unter den Linden 6) gibt es einen Gedenkstein.[21]
- Liane Berkowitz wohnte in Berlin-Schöneberg, Viktoria-Luise-Platz 1, wo eine Gedenktafel an sie erinnert.
- Am 18. Januar 2000 wurde der Liane-Berkowitz-Platz eingeweiht, der im Berliner Ortsteil Friedenau zwischen Südwestkorso, Wilhelmshöher und Rheingaustraße liegt.[22]
- Anlässlich ihres 100. Geburtstages und ihres 80. Todestages wurde vom 29. Juni bis zum 8. Juli 2023 eine Gedenkwoche im Ökumenischen Gedenkzentrum Plötzensee unter dem Titel 10 Tage für Lanka und Remus veranstaltet.[23]